# Биопсија мишића
Биопсија мишића једна је од медицинских метода која се користи за потврду дијагнозе идиопатске упалне миопатије, и других акутних и хроничних болести мишића. Како би се спречило непотребно подвргавање болесника овом инвазивном дијагностичком поступку, важно је да се током биопсије изврши парвилан избор мишића и тиме обезбеди квалитетан биоптички узорка, који омогућује потврду дијагнозе.

## Индикације
Биопсија  мишића се ради како би се открио разлог слабљења његове функције или када доктор посумња да пацијент има било који поремећај повезан са функцијом мишића. У том смислу биопсија мишића је индикована код:
- Упалне болести мишића (као што су полимиозитис или дерматомиозитис)
- Болести везивног ткива и крвних судова мишића (као што је полиартеритис нодоса)
- Инфекције која утичу на мишиће (као што су трихиноза или токсоплазмоза)
- Наслеђени мишићни поремећаји као што су мишићна дистрофија или конгенитална миопатија
- Метаболички дефекти у мишићима
- Ефекти лекова, токсина или поремећаја електролита

Биопсија мишића се може применити и у диференцијално-дијагносичке сврхе, како би се утврдила разлика између нервних и мишићних поремећаја.
| Болест                                | Опис |
| ------------------------------------- | --- |
| Мишићна дистрофија (МД)               | - Мишићна дистрофија је широк појам којим се описују бројни генетски (наслеђени) поремећај мишића. - Мишићна дистрофија не утиче само на скелетне мишиће већ и мишиће других органских система. - Када се мишићи оштете бивају замењени масним наслагама током времена. - Постоји много различитих типова мишићне дистрофије. |
| Дишенова мишићна дистрофија (ДМД)     | - Најчешћи је облик мишићне дистрофије. - Обично погађа само мушкарце. |
| Бекерова мишићна дистрофија           | - Слична је Душеновој мишићној дистрофији (ДМД), али за разлику од ње обично је блага форма чији симптоми почињу касније у животу. |
| Трихинелоза                           | - Трихиноза хе инфекција узрокована паразитом који живи у сировом месу. - Симптоми болести могу укључивати болове у мишићима. |
| Токсоплазмоза                         | - Токсоплазмоза је инфекција узрокована паразитом који напада ткиво и може оштетити централни нервни систем, посебно код дојенчади. |
| Миастенија гравис (МГ)                | - Миастнија гравис је комплексан, аутоимуни поремећај у коме антитела уништавају неуромускуларне везе. - То узрокује проблеме са живцима који комуницирају са мишићима. - МГ утиче на ордређене мишиће тела, посебно на на мишиће очију, уста, грла и удова.                                                                  |
| Полимиозитис                          | - Полиомиозитис је хронична болест која укључује и скелетне мишиће. |
| Дерматомиозитис                       | - Дерматомиозитис је поремећај колагена који узрокује упалу коже, мишића и поткожног ткива и ^често резултује ослабљеним мишићима. |
| Амиотрофична латерална склероза (АЛС) | - АЛС која је позната и као Лоу Геригова болест, напада живце који сигнализирају активне покрете мишића - Болeст на крају свог клиничког тока изазива парализу. |
| Фридрајхова атаксија                  | - Фридрихова атаксија је наслеђени генетски поремећај који укључује у поремећај равнотеже и координације покрета. |

## Конраиндикације
Биопсију мишића не би требало радити код:
- Мишића који је недавно био повређен,
- Наон јатрогене повреда мишића нанете ЕМГ иглом,
- Мишића оштећених већ постојећим стањем, као што је нпр. компресија нерва.

## Начин извођења изглед, величина и карактеристике узорка
Биопсију мишића би, ако је то могуће, требало направити пре почетка лечења. За њу се бира мишић који је захваћен патолошким процесом и који је лако доступан, а то је нпр. код проксималне расподеле мишићне слабости делтоидни мишић или четвероглави бутни мишић. За биопсију нису погодни изразито атрофични мишићи ни они на којима је уназад месец дана направљена електромиографија.
Одговарајући биоптички узорак је ваљкасти исечак мишића дужине 1,5—2 cm и пречника 0,5—0,7 cm. Узорак мора бити довољно велики како би се из њега могли направити бројни резови за хистолошку, хистохемијску, имунохистохемијским, и када је то потребно електронскомикроскопску анализу. 
Величина узрока мишића пособно је важна код идиопатских запаљењских миопатија код којих су патолошке промене жаришне, јер у таквим ситуацијама оне највероватније малим узорком неће бити обухваћене. 
Биоптички узорак који се добија исецањем из мишићне масе ни на који начин не сме да трауматизује; истезањем, гњечењем и сличним поступцима, који могу довести до настанка артефаката који отежава или онемогућава правилну патохистолошку анализу.

## Компликације
Компликације које могу настати након овог теста су:
- крварење,
- оштећење мишићног ткива или других ткива у подручју биопсије (врло ретко),
- инфекција (ретка у било ком тренутку када је кожа интактна).